# Drew Weissman
Drew Weissman (n. 7 septembrie 1959, Lexington, Massachusetts, SUA) este un cercetător american, specialist în medicină, microbiologie, biochimie, imunologie și cunoscut mai ales, pentru cercetările sale în domeniul acidului ribo-nucleic (ARN). Director al Penn Institute for RNA Innovation și profesor de medicină la facultatea Perelman School of Medicine a Universității din Pennsylvania (Penn), Weissman este laureat al Premiului Nobel pentru Fiziologie și Medicină din anul 2023, împreună cu Katalin Karikó, „pentru descoperirile lor privind modificările bazelor nucleozidice care au permis dezvoltarea unor vaccinuri ARN mesager eficiente împotriva COVID-19”.